# Olpe (Kansas)
Olpe és una població dels Estats Units a l'estat de Kansas. Segons el cens del 2000 tenia 504 habitants.

## Demografia
Segons el cens del 2000, Olpe tenia 504 habitants, 196 habitatges, i 137 famílies. La densitat de població era de 627,7 habitants/km².
Dels 196 habitatges en un 39,3% hi vivien nens de menys de 18 anys, en un 56,1% hi vivien parelles casades, en un 10,7% dones solteres, i en un 30,1% no eren unitats familiars. En el 28,6% dels habitatges hi vivien persones soles el 16,3% de les quals corresponia a persones de 65 anys o més que vivien soles. El nombre mitjà de persones vivint en cada habitatge era de 2,57 i el nombre mitjà de persones que vivien en cada família era de 3,2.
Per edats la població es repartia de la següent manera: un 31,7% tenia menys de 18 anys, un 7,9% entre 18 i 24, un 28,6% entre 25 i 44, un 17,7% de 45 a 60 i un 14,1% 65 anys o més.
L'edat mediana era de 33 anys. Per cada 100 dones de 18 o més anys hi havia 90,1 homes.
La renda mediana per habitatge era de 34.643 $ i la renda mediana per família de 37.813 $. Els homes tenien una renda mediana de 30.625 $ mentre que les dones 18.542 $. La renda per capita de la població era de 13.623 $. Entorn del 5,8% de les famílies i el 7,3% de la població estaven per davall del llindar de pobresa.

## Poblacions més properes
El següent diagrama mostra les poblacions més properes.